# Annamaria Ancora
Annamaria Ancora (Lecce, 19 febbraio 1966) è un'ex calciatrice italiana, di ruolo difensore. Nella stagione 2001-2002 giocò con il Gravina Calcio in Serie A.

## Carriera
Dal 1991 al 1997 ha giocato 127 partite in Serie A con la maglia del Gravina Catania, società con la quale in seguito ha militato nella medesima categoria anche dal 2000 al 2002, totalizzando altre 52 presenze in questo biennio.
Nella stagione 2007-2008 ha giocato con la Vis Francavilla F., con cui ha disputato 4 partite.